# Stefano Tura
Stefano Tura (Bologna, 20 gennaio 1961) è un giornalista e scrittore italiano.

## Biografia
Figlio di Sante Tura, noto ematologo di Bologna, Stefano Tura ha iniziato la sua carriera al quotidiano Il Resto del Carlino occupandosi di cronaca nera e al Guerin Sportivo a soli diciotto anni. Nel 1989 è stato assunto in Rai. Fino al 1997 ha lavorato alla sede Rai dell'Emilia-Romagna. In quegli anni ha seguito, tra le altre cose, il processo per la strage del 2 agosto 1980 e tutta la vicenda della Banda della Uno bianca.
Trasferitosi a Roma nel 1998 al Tg1, ha continuato ad occuparsi di cronaca, firmando inchieste importanti come il sequestro Soffiantini (1998), gli omicidi di mafia e camorra, le vicende dei serial killer Gianfranco Stevanin (1998) e Donato Bilancia (1999), il mistero della famiglia Carretta (1999), l'alluvione di Sarno e Quindici del 1998.
Passato alla redazione esteri, è stato inviato di guerra nei conflitti del Kosovo (1999), Afghanistan (2001), Iraq (2003), Sudan (2004) e ha seguito eventi internazionali come il processo di Abdullah Öcalan in Turchia (1999), il terrorismo internazionale nei paesi balcanici e medio-orientali (2000-2001), il traffico di organi in Brasile e paesi dell'est europeo (2001), le adozioni illegali in Romania e nell'ex Unione Sovietica, i ribelli islamici di Abu Sayyaf nelle isole Filippine (2002), la tratta dei minori in Kosovo (2002), lo sfruttamento della prostituzione nei paesi europei (2003), gli attentati di al-Qāʿida in Turchia (2003) e Spagna (2004), le indagini su Al Zarqawi (2004), l'allerta-terrorismo alle Olimpiadi di Atene (2004), le elezioni spagnole e americane (2004), la crisi umanitaria nel Darfur (2005), la rivolta di Addis Abeba (2005).
Nel gennaio del 2006 è stato nominato corrispondente da Londra, alternandosi a Marco Varvello nei reportage dalla capitale britannica, svolgendo tale servizio fino al mese di Aprile 2022. In tale data è tornato in Italia assumendo la direzione ad interim della sede Rai di Bologna. Inizia poi nel Settembre 2022 una collaborazione con Radio Rai Uno con il programma domenicale giallo ReNoir.

## Opere letterarie
- 2001 - Il killer delle ballerine, Fazi Editore
- 2002 - Le caramelle di Super Osama - Viaggio a Kandahar di un inviato di guerra, Fazi Editore
- 2003 - Non spegnere la luce, Fazi Editore
- 2005 - Arriveranno i fiori del sangue, Mondadori
- 2005 - Delitti per le feste, Aliberti editore scritto insieme a Maurizio Matrone
- 2014 - Tu sei il prossimo, Fazi Editore, con il quale ha vinto il Premio Romiti
- 2016 - Il principio del male, Piemme
- 2018 - A regola d'arte, Piemme
- 2021 - Jack is back, Piemme